# Шимков Іван Федорович

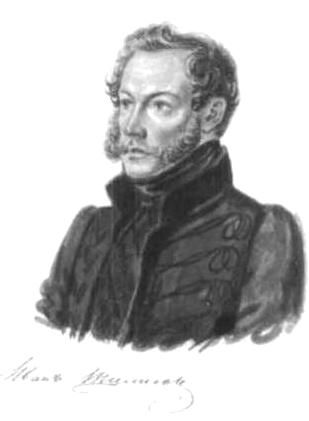
Шимков Іван Федорович, грудень 1832 — січень 1833 року. Акварель Бестужева М.О. Автограф Івана Шимкова

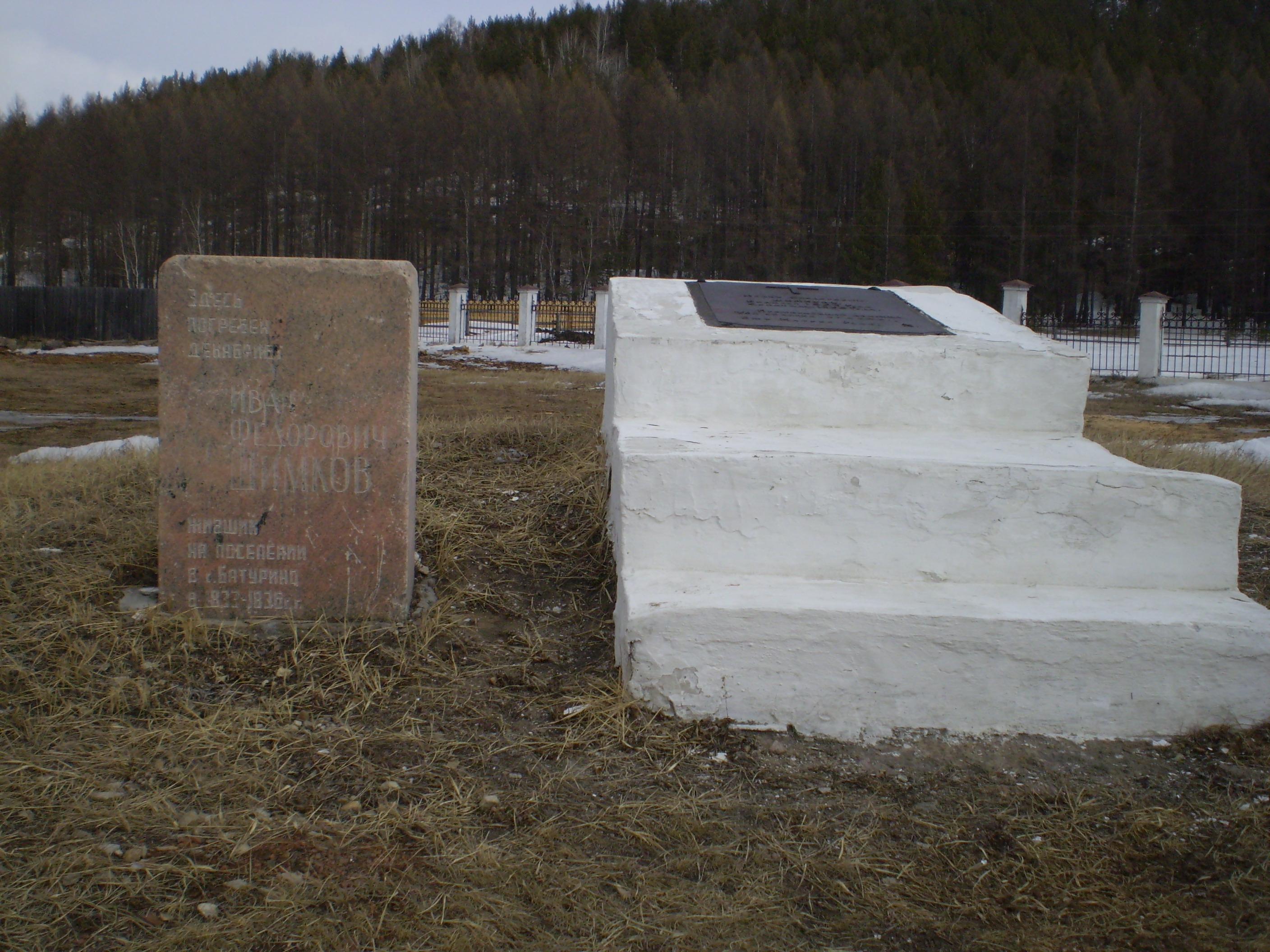
Могила Шимкова

Шимков Іван Федорович (рос. Иван Федорович Шимков, 1803 або 1804 — 23 серпня 1836) — декабрист, прапорщик Саратовського піхотного полку.

## Родина
З  дворян  Полтавської губернії. Народився в с. Михнівка Кобеляцького повіту Полтавської губернії. Батько — статський радник Федір Шимков, мати Марія. Навчався в  Харківському університеті.

## Військова служба
На службу вступив підпрапорщиком в Алексопольський піхотний полк у липні 1820 року, портупей-прапорщик — 10 серпня 1823 року, прапорщик, переведений у Саратовський піхотний полк — 20 травня 1824 року.

## Декабрист
Член Товариства об'єднаних слов'ян з 1825 року. Наказ про арешт від 5 лютого 1826 року, заарештований за місцем служби в 2 армії — 14 лютого 1826 року, доставлений з Житомира до Петербурга на головну гауптвахту — 21 лютого 1826 року, 22 лютого переведений у Петропавловську фортецю.

## Каторга
Визнаний винним у тому, що знав мету товариства щодо введення республіканського правління. Був на нараді у  Андрієвича, де присягнув на образі сприяти поваленню монархії. Засуджений за IV розрядом і по конфірмації 10 липня 1826 року, винесено вирок про каторжні роботи на 12 років. Термін скорочений до 8 років — 22 серпня 1826 року. Відправлений з  Петропавлівської фортеці до Сибіру — 27 січня 1827 року. Доставлений у  Читинський острог — 17 березня 1827 року, прибув у  Петровський завод у вересні 1830 року.

## Заслання
Після відбуття терміну направлений на поселення в Батуринську слободу Верхньоудинського округу Іркутської губернії (нині село Батурино, Прибайкальський район, Бурятія). У 1834 році безрезультатно клопотав про переведення в Мінусинськ. Помер у Батуринській слободі.
У 1836 році просив про дозвіл одружитися з Феклою Дементіївною Батуріною, яка протягом 3 років допомагала йому у веденні господарства, шлюб не відбувся через смерть Шимкова. За заповітом все своє майно залишив нареченій.